# Karolina w mieście
Karolina w mieście (ang. Caroline in the City, 1995–1999) – amerykański serial telewizyjny nadawany przez stację NBC od 21 września 1995 do 26 kwietnia 1999 roku. W Polsce nadawany przez FoxLife (wersję polską opracował Wojciech Matyszkiewicz), dawniej emitowany w TVP1 i TV Polsat.

## Opis fabuły
Serial opowiada o perypetiach Caroline Duffy, która zajmuje się rysowaniem komiksów. Stworzony przez nią komiks Karolina w mieście staje się wielkim hitem, ale jej życie prywatne nie jest już takie różowe.

## Bohaterowie
- Caroline Duffy
- Richard Karinsky
- Del Cassidy
- Annie Spadaro
- Charlie
- Remo
- Johnny
- Joe DeStefano
- Julia Mazzone Karinsky
- Trevor
- Randy
- Angie Spadaro
- Pete Spadaro
- Shelly

## Obsada
- Lea Thompson – Caroline Duffy
- Malcolm Gets – Richard Karinsky
- Eric Lutes – Del Cassidy
- Amy Pietz – Annie Spadaro
- Andy Lauer – Charlie